# Greatest Hits (PlayStation)
Jogos Greatest Hits, coloquialmente conhecidos como "tarja verde", é um projeto para os console da série PlayStation (PlayStation 1, PlayStation 2, PlayStation 3 e PlayStation Portable), iniciado pela Sony em 1997, onde os jogos eletrônicos eram reconhecidos como títulos de sucesso após, inicialmente, venderem no mínimo 150 mil cópias no período de um ano. Os quais foram relançados oficialmente em um preço menor pela Sony. Enquanto que o termo "Greatest Hits" somente aplica-se para seleções na América do Norte, programas equivalentes existem em territórios PAL (como "Platinum Range"), Japão e Ásia (como "The Best") e Coreia (como "BigHit Series").

## Sistema de cores
Os jogos Greatest Hits são coloquialmente conhecidos como "tarja vermelha" (ou "tarja verde" para os títulos de PlayStation), referindo-se à faixa colorida que é adicionada à embalagem para diferenciá-la de lançamentos regulares (que são igualmente referidos como "tarja preta"). Um jogo pode ganhar esta distinção se cumprir certos critérios de vendas dentro de dois anos após seu lançamento.
As versões originais do jogos (muitas vezes referidas como "tarja preta") geralmente são procuradas mais do que as versões Greatest Hits por seus redesenhos (tarjas verde ou vermelho) serem vistos por muitos colecionadores como menos atraentes do que as versões originais.

## História
Quando o programa para PlayStation foi introduzido pela Sony em 1997, os jogos podiam se tornar títulos Greatest Hits  após venderem no mínimo 150 mil cópias e estarem no mercado há pelo menos um ano. O número mínimo de vendas exigidas aumentou eventualmente para 250 mil cópias.  Ao chegar no PlayStation em 2002, os jogos podiam se tornar títulos Greatest Hits após venderem no mínimo 400 mil cópias e estarem no mercado há pelo menos 9 meses. Os preços sugeridos para os títulos Greatest Hits foram de US$24,99 inicialmente, mas agora são vendidos geralmente no varejo por US$19,99. Embora os jogos publicados pela Sony terem virtualmente garantia de eventualmente serem títulos Greatest Hits após atingirem suas marcas de vendas e tempo, outras companhias são tem a necessidade de lançar seus títulos no tarja Greatest Hits, mesmo se atingirem o critério. Um exemplo disso é o caso do título Lunar: Silver Star Story Complete lançado em 1999 pela Working Designs. O jogo vendeu muito bem, o suficiente para torná-lo Greatest Hits, mas o diretor da Working Designs, Victor Ireland, decidiu não relança-lo como um Greatest Hits, ao invés, eles optaram pela reimpressão realizada pela própria Working Designs conhecida como "Fan Edition" — uma versão simples nos moldes do Greatest Hits, mas sem todos os extras originais. Além disso, a Sony também permite a outros editores alguma flexibilidade na fixação de preços nos seus próprio títulos Greatest Hits, apesar de a maioria das empresas manterem o preço sugerido acordado. Os jogos que vendem vários milhões podem se tornar títulos Greatest Hits muito depois de 9 meses para que os lucros sejam maximizados. É também uma prática comum um jogo seja relançado na tarja Greatest Hits próximo a data de lançamento da sequência ou seguimento do jogo.
A Sony prorrogou o programa Greatest Hits para o PlayStation Portable em 2006. Para ser qualificado, um título deve estar no mercado há pelo menos 9 meses e ter vendido 250 mil cópias ou mais. O preço dos jogos Greatest Hits para PlayStation Portable começa normalmente em US$19,99.
O programa foi introduzido para o PlayStation 3 em 28 de julho de 2008. Onde um jogo devia estar no mercado há 10 meses e vender no mínimo 500 mil cópias para atender aos critérios do Greatest Hits, que são atualmente vendidos por US$29,99.

## Listas de títulos Greatest Hits oficiais

### PlayStation
Os títulos a seguir foram relançados sob o rótulo Greatest Hits para PlayStation.
| - 007: Tomorrow Never Dies - 007: The World is not Enough - 1 Xtreme - 2 Xtreme - A Bug's Life - Air Combat - Activision Classics - Alien Trilogy - Andretti Racing - Ape Escape - Army Men 3D - Army Men: Air Attack - Asteroids - Battle Arena Toshinden - Casper - Castlevania: Symphony of the Night - Chrono Cross - Cool Boarders 2 - Cool Boarders 3 - Cool Boarders 4 - Crash Bandicoot - Crash Bandicoot 2: Cortex Strikes Back - Crash Bandicoot 3: Warped - Crash Team Racing - Crash Bash - Croc: Legend of the Gobbos - Dance Dance Revolution Konamix - Dave Mirra Freestyle BMX - Destruction Derby - Destruction Derby 2 - Die Hard Trilogy - Die Hard Trilogy 2: Viva Las Vegas - Digimon Digital Card Battle - Digimon World - Digimon World 2 - Digimon World 3 - Digimon Rumble Arena - Dino Crisis - Disney/Pixar's Monsters, Inc. Scream Team - Disney's Tarzan - Dragon Ball Z: Ultimate Battle 22 - Driver - Driver 2 - Doom - Duke Nukem: Time to Kill - The Dukes of Hazzard: Racing for Home - Fighting Force - Final Fantasy VII - Final Fantasy VIII - Final Fantasy IX - Final Fantasy Anthology - Final Fantasy Chronicles - Final Fantasy Origins - Final Fantasy Tactics - Formula 1 - Frogger - Frogger 2: Swampy's Revenge - Gran Turismo - Gran Turismo 2 - Grand Theft Auto - Grand Theft Auto 2 - Harry Potter and the Philosopher's Stone | - Hot Wheels Turbo Racing - Jeremy McGrath SuperCross '98 - Jet Moto - Jet Moto 2 - The Legend of Dragoon - Legacy of Kain: Soul Reaver - Loaded - The Lost World: Jurassic Park - Special Edition - Madden NFL 98 - Mat Hoffman's Pro BMX - Medal of Honor - Medal of Honor: Underground - Mega Man 8 - Mega Man X4 - Mega Man Legends - Metal Gear Solid - Monopoly - Mortal Kombat 3 - Mortal Kombat 4' - Mortal Kombat Mythologies: Sub-Zero' - Mortal Kombat Trilogy - MX vs. ATV: Untamed - Namco Museum Volume 1 - Namco Museum Volume 3 - NASCAR 98 - NASCAR 99 - The Need for Speed - Need for Speed II - Need for Speed III: Hot Pursuit - Need for Speed: High Stakes - Need for Speed: V-Rally - NFL Blitz - NFL GameDay - NFL GameDay 97 - NFL GameDay 98 - NHL FaceOff - NHL FaceOff '97 - NHL FaceOff '98 - NHL 98 - Nuclear Strike - Oddworld: Abe's Oddysee - Pac-Man World - Parappa the Rapper - Parasite Eve - Parasite Eve 2 - Rampage 2: Universal Tour - Rampage World Tour - Rayman - Ready 2 Rumble Boxing - Reel Fishing - Resident Evil: Director's Cut (Dual Shock version) - Resident Evil 2 (Dual Shock version) - Resident Evil 3: Nemesis - Ridge Racer - Road Rash - Road Rash 3D - Rocket Power: Team Rocket Rescue - Rugrats: Search for Reptar - Scooby-Doo and the Cyber Chase - Small Soldiers - Silent Hill - Sim City 2000 | - Sled Storm - Soul Blade - South Park Rally - Soviet Strike - Space Jam - Spider-Man - Spider-Man 2: Enter Electro - SpongeBob SquarePants: SuperSponge - Spyro the Dragon - Spyro 2: Ripto's Rage! - Spyro: Year of the Dragon - Star Wars: Dark Forces - Star Wars Episode I: Jedi Power Battles - Star Wars Episode I: The Phantom Menace - Star Wars Rebel Assault II: The Hidden Empire - Street Fighter Alpha 3 - Stuart Little 2 - Syphon Filter - Syphon Filter 2 - Syphon Filter 3 - Tekken - Tekken 2 - Tekken 3 - Ten Pin Alley - Tenchu: Stealth Assassins - Tenchu 2: Birth of the Stealth Assassins - Test Drive 4 - Test Drive 5 - Test Drive Off-Road - Tetris Plus - TNN Motorsports Hardcore 4x4 - Tom Clancy's Rainbow Six - Tomb Raider - Tomb Raider II - Tomb Raider III - Tomb Raider: The Last Revelation - Tony Hawk's Pro Skater - Tony Hawk's Pro Skater 2 - Tony Hawk's Pro Skater 3 - Tony Hawk's Pro Skater 4 - Triple Play 98 - Triple Play 2001 - Twisted Metal - Twisted Metal 2 - Twisted Metal III - Twisted Metal 4 - Vagrant Story - Vigilante 8 - Vigilante 8: Second Offense - Warhawk - WCW Nitro - WCW vs. the World - Wheel of Fortune - Who Wants to Be a Millionaire: 2nd Edition - Wipeout - WWF WrestleMania: The Arcade Game - WWF SmackDown! - WWF SmackDown! 2: Know Your Role - WWF War Zone - X-Men: Mutant Academy - Xenogears - Yu-Gi-Oh Forbidden Memories |

### PlayStation 2
Os títulos a seguir foram relançados sob o rótulo Greatest Hits para PlayStation 2.
| - 50 Cent: Bulletproof - 007: Agent Under Fire - Ace Combat 04: Shattered Skies - Ace Combat 5: The Unsung War - American Chopper - ATV Offroad Fury - ATV Offroad Fury 2 - ATV Offroad Fury 3 - ATV Offroad Fury 4 - Avatar: The Last Airbender - Baldur's Gate: Dark Alliance - Batman Begins - Battlefield 2: Modern Combat - Ben 10: Alien Force - Ben 10: Protector of Earth - Beyond Good & Evil - Black - Blitz: The League - Blood Omen 2: Legacy of Kain - Brothers in Arms: Earned in Blood - Brothers in Arms: Road to Hill 30 - Bully - Burnout 3: Takedown - Burnout Revenge - Cabela's Big Game Hunter - Cabela's Dangerous Hunts - Cabela's Deer Hunt: 2004 Season - Call of Duty: Finest Hour - Call of Duty 2: Big Red One - Call of Duty: World at War – Final Fronts - Cars - Champions of Norrath - The Chronicles of Narnia: The Lion, the Witch and the Wardrobe - Conflict: Desert Storm - Crash Bandicoot: The Wrath of Cortex - Crash Nitro Kart - Crash Twinsanity - Crazy Taxi - Dance Dance Revolution Extreme - Dark Cloud - Dave Mirra Freestyle BMX 2 - DDRMAX2 Dance Dance Revolution - Dead to Rights - Def Jam: Fight for NY - Def Jam Vendetta - Destroy All Humans! - Destroy All Humans! 2 - Devil May Cry - Devil May Cry 2 - Devil May Cry 3: Dante's Awakening Special Edition - Dirge of Cerberus: Final Fantasy VII - Disgaea: Hour of Darkness - Driv3r - Dragon Ball Z: Budokai - Dragon Ball Z: Budokai 2 - Dragon Ball Z: Budokai 3 - Dragon Ball Z: Budokai Tenkaichi - Dragon Ball Z: Budokai Tenkaichi 2 - Dragon Ball Z: Budokai Tenkaichi 3 - Dragon Quest VIII: Journey of the Cursed King - Dynasty Warriors 4 - Dynasty Warriors 4: Empires - Enter the Matrix - Fantastic 4 - Fight Night 2004 - Fight Night Round 2 - Fight Night Round 3 - Final Fantasy X - Final Fantasy X-2 - Final Fantasy XII - Finding Nemo - Freekstyle - The Getaway - Ghost Rider - God of War - God of War II - The Godfather: The Game - GoldenEye: Rogue Agent - Gran Turismo 3: A-spec - Gran Turismo 4 - Grand Theft Auto III - Grand Theft Auto: San Andreas - Grand Theft Auto: Vice City - Guitar Hero - Guitar Hero II - Guitar Hero Encore: Rocks the 80s - Guitar Hero III:Legends Of Rock - Harry Potter and the Chamber of Secrets - Harry Potter and the Prisoner of Azkaban - Harry Potter and the Goblet of Fire - Harry Potter: Quidditch World Cup - High School Musical 3: Senior Year Dance - Hitman: Blood Money - Hitman: Contracts - Hitman 2: Silent Assassin - Hot Shots Golf 3 - Hot Shots Golf Fore! - Hulk - The Incredible Hulk: Ultimate Destruction - The Incredibles - Iron Man - Jak and Daxter: The Precursor Legacy - Jak II - Jak 3 | - Jak X: Combat Racing - James Bond 007: Agent Under Fire - James Bond 007: Everything or Nothing - James Bond 007: Nightfire - Jaws Unleashed - Jet Li: Rise to Honor - Juiced - Kill.switch - Killzone - Kingdom Hearts - Kingdom Hearts II - Kingdom Hearts Re:Chain of Memories - L.A. Rush - The Legend of Spyro: A New Beginning - Legacy of Kain: Soul Reaver 2 - Lego Batman: The Videogame - Lego Indiana Jones: The Original Adventures - Lego Star Wars: The Video Game - Lego Star Wars II: The Original Trilogy - The Lord of the Rings: The Two Towers - The Lord of the Rings: The Return of the King - The Lord of The Rings: The Third Age - Madagascar - Mafia - Manhunt - Marvel Nemesis: Rise of the Imperfects - Marvel: Ultimate Alliance - Max Payne - Max Payne 2 - Maximo: Ghosts to Glory - Maximo vs. Army of Zin - Medal of Honor: European Assault - Medal of Honor: Frontline - Medal of Honor: Rising Sun - Medal of Honor: Vanguard - Mercenaries: Playground of Destruction - Metal Gear Solid 2: Sons of Liberty - Metal Gear Solid 3:Snake Eater - Midnight Club: Street Racing - Midnight Club II - Midnight Club 3: DUB Edition Remix - Monsters, Inc. Scare Island - Mortal Kombat: Armageddon - Mortal Kombat: Deadly Alliance - Mortal Kombat: Deception - Mortal Kombat: Shaolin Monks - MVP Baseball 2005 - MX Unleashed - MX vs. ATV Unleashed - MX vs. ATV Untamed - Myst III: Exile - Namco Museum - Namco Museum: 50th Anniversary - Naruto: Ultimate Ninja - Naruto: Ultimate Ninja 2 - Naruto: Ultimate Ninja 3 - Naruto: Uzumaki Chronicles - NASCAR Thunder 2003 - NASCAR Thunder 2004 - NBA 2K2 - NBA Ballers - NBA Street - NBA Street Vol. 2 - NBA Street V3 - Need for Speed: Carbon - Need for Speed: Hot Pursuit 2 - Need for Speed: Most Wanted - Need for Speed: ProStreet - Need for Speed: Underground - Need for Speed: Underground 2 - NFL 2K2 - NFL Street - NFL Street 2 - NFL Street 3 - Nicktoons Unite! - Odin Sphere - Ōkami - Onimusha: Warlords - Onimusha 2: Samurai's Destiny - Over the Hedge - Pac-Man World 2 - Pac-Man World 3 - Pirates of the Caribbean: The Legend of Jack Sparrow - Prince of Persia: The Sands of Time - Prince of Persia: The Two Thrones - Prince of Persia: Warrior Within - Ratatouille - Ratchet & Clank - Ratchet & Clank: Going Commando - Ratchet & Clank: Up Your Arsenal - Ratchet: Deadlocked - Red Dead Revolver - Red Faction - Resident Evil Code: Veronica X - Resident Evil Outbreak - Resident Evil 4 - Scarface: The World Is Yours - Scooby-Doo! Night Of 100 Frights - Shadow of the Colossus - Shadow the Hedgehog - Shark Tale - Shin Megami Tensei: Persona 4* - Shin Megami Tensei: Persona 3* | - Shrek 2 - Shrek the Third - Silent Hill 2 - The Simpsons Game - The Simpsons Hit and Run - The Simpsons Road Rage - The Sims - The Sims 2 - The Sims 2: Pets - The Sims Bustin' Out - Sly Cooper and the Thievius Raccoonus - Sly 2: Band of Thieves - Sly 3: Honor Among Thieves - Smackdown vs. Raw - Smuggler's Run - SOCOM: U.S. Navy SEALs - SOCOM II: U.S. Navy SEALs - SOCOM 3: U.S. Navy SEALs - SOCOM: U.S. Navy SEALs Combined Assault - Sonic Heroes - Sonic Mega Collection Plus - Sonic Riders - Sonic Unleashed - Soulcalibur II - Soulcalibur III - Spider-Man - Spider-Man 2 - Spider-Man 3 - Spider-Man: Friend or Foe - SpongeBob SquarePants: Battle for Bikini Bottom - SpongeBob SquarePants: Lights, Camera, Pants! - SpongeBob SquarePants: Creature from the Krusty Krab - SpongeBob SquarePants: Revenge of the Flying Dutchman - The SpongeBob SquarePants Movie - Spy Hunter - Spyro: Enter the Dragonfly - SSX - SSX Tricky - SSX 3 - Star Ocean: Till the End of Time - Star Wars: Battlefront - Star Wars: Battlefront II - Star Wars: Bounty Hunter - Star Wars Episode III: Revenge of the Sith - Star Wars: Starfighter - Star Wars: The Force Unleashed - State of Emergency - Street Fighter Alpha Anthology - Street Hoops - Stuntman - Syphon Filter: The Omega Strain - Tak and the Power of Juju - Tekken Tag Tournament - Tekken 4 - Tekken 5 - Tenchu: Wrath of Heaven - Test Drive - Thrillville - TMNT - Tom Clancy's Ghost Recon - Tom Clancy's Ghost Recon 2 - Tom Clancy's Ghost Recon: Jungle Storm - Tom Clancy's Rainbow Six 3 - Tom Clancy's Splinter Cell - Tom Clancy's Splinter Cell: Pandora Tomorrow - Tom Clancy's Splinter Cell: Chaos Theory - Tomb Raider: The Angel of Darkness - Tomb Raider: Legend - Tony Hawk's American Wasteland - Tony Hawk's Pro Skater 3 - Tony Hawk's Pro Skater 4 - Tony Hawk's Project 8 - Tony Hawk's Proving Ground - Tony Hawk's Underground - Tony Hawk's Underground 2 - Tourist Trophy - Transformers: The Game - True Crime: Streets of LA - Twisted Metal: Black - Ty the Tasmanian Tiger - The Urbz: Sims in the City - Ultimate Spider-Man - Valkyrie Profile 2: Silmeria - Virtua Fighter 4 - Virtua Fighter 4: Evolution - The Warriors - We Love Katamari - World Championship Poker - World Series of Poker - WWE SmackDown! Here Comes the Pain - WWF SmackDown! Just Bring It - WWE SmackDown! Shut Your Mouth - WWE SmackDown! vs. Raw - WWE SmackDown! vs. Raw 2006 - WWE SmackDown vs. Raw 2007 - WWE SmackDown vs. Raw 2008 - WWE SmackDown vs. Raw 2009 - WWE SmackDown vs. Raw 2010 - WWE SmackDown vs. Raw 2011 - X-Men Legends - X-Men Legends II: Rise of Apocalypse - Xenosaga Episode I: Der Wille zur Macht - Yakuza - Yu-Gi-Oh! The Duelists of the Roses |

### PlayStation 3
Os títulos a seguir foram relançados sob o rótulo Greatest Hits para PlayStation 3.
| - Army of Two - Army of Two: The 40th Day - Assassin's Creed - Assassin's Creed II - Assassin's Creed: Brotherhood - Batman: Arkham Asylum: Game of the Year Edition - Battlefield 3 - Battlefield: Bad Company - Battlefield: Bad Company 2 - BioShock - BioShock 2 - Borderlands - Burnout Paradise - Call of Duty 3 - Call of Duty 4: Modern Warfare - Call of Duty: Modern Warfare 2 - Call of Duty: World at War - Darksiders - Dead Rising 2 - Dead Space - Demon's Souls - Devil May Cry 4 - Disgaea 3: Absence of Justice - The Elder Scrolls IV: Oblivion - F.E.A.R. - Fallout 3 - Farcry 2 - Fight Night Round 3 - Fight Night Round 4 - Final Fantasy XIII - God of War Collection - God of War Origins Collection | - God of War III - Grand Theft Auto IV - Grand Theft Auto: Episodes from Liberty City - Gran Turismo 5: Prologue - Guitar Hero World Tour - Heavy Rain - Infamous - Kingdom Hearts 1.5 Final Mix - Killzone 2 - Killzone 3 - Lego Star Wars: The Complete Saga - Lego Indiana Jones: The Original Adventures - LittleBigPlanet: Game of the Year Edition - Mafia II - MAG - Medal of Honor - Metal Gear Solid 4: Guns of the Patriots - Midnight Club: Los Angeles - Complete Edition - ModNation Racers - Mortal Kombat - Mortal Kombat vs. DC Universe - MotorStorm - MotorStorm: Pacific Rift - Need for Speed: Carbon - Need for Speed: ProStreet - Need for Speed: Undercover - Need for Speed: Shift - Need for Speed: Hot Pursuit - Ninja Gaiden Sigma - Ninja Gaiden Sigma 2 - Prince of Persia | - Prototype - Ratchet & Clank Future: Tools of Destruction - Ratchet & Clank Future: A Crack in Time - Red Dead Redemption - Resident Evil 5 - Resistance: Fall of Man - Resistance 2 - Saints Row 2 - Skate 2 - SOCOM: U.S. Navy SEALs Confrontation - SOCOM 4: U.S Navy SEALs - Sonic Unleashed - Soulcalibur IV - Star Wars: The Force Unleashed - Star Wars: The Force Unleashed II - Street Fighter IV - Super Street Fighter IV - Tekken 6 - Tom Clancy's Ghost Recon Advanced Warfighter 2 - Tom Clancy's Rainbow Six Vegas - Tom Clancy's Rainbow Six Vegas 2 - UFC 2009 Undisputed - UFC 2010 Undisputed - Uncharted: Drake's Fortune - Uncharted 2: Among Thieves - Game Of The Year Edition - Virtua Fighter 5 - Warhawk - WWE Smackdown vs. Raw 2008 - WWE SmackDown vs. Raw 2009 - WWE SmackDown vs. Raw 2010 |

### PlayStation Portable
Os títulos a seguir foram relançados sob o rótulo Greatest Hits para PlayStation Portable.
| - 300: March to Glory - Assassin's Creed: Bloodlines - Ape Escape: On the Loose - ATV Offroad Fury: Blazin' Trails - Burnout Legends - Cars - Castlevania: The Dracula X Chronicles - Coded Arms - Crisis Core: Final Fantasy VII - Daxter - Dissidia: Final Fantasy - Dragon Ball Z: Shin Budokai - Fight Night Round 3 - Final Fantasy Tactics: The War of the Lions - God of War: Chains of Olympus - Gran Turismo - Grand Theft Auto: Chinatown Wars - Grand Theft Auto: Liberty City Stories - Grand Theft Auto: Vice City Stories - Hot Shots Golf: Open Tee - Iron Man - Killzone: Liberation - Lego Star Wars II: The Original Trilogy - Lego Indiana Jones: The Original Adventures - Lego Batman: The Videogame - LittleBigPlanet - Lumines: Puzzle Fusion - Marvel: Ultimate Alliance | - Medal of Honor: Heroes - Medal of Honor: Heroes 2 - Metal Gear Solid: Peace Walker - Metal Gear Solid: Portable Ops - Midnight Club 3: DUB Edition - Midnight Club: L.A. Remix - Mortal Kombat: Unchained - MX vs. ATV: Untamed - Namco Museum Battle Collection - Naruto: Ultimate Ninja Heroes - Need for Speed Carbon: Own the City - Need for Speed: Most Wanted 5-1-0 - Need for Speed: ProStreet - Need for Speed Underground: Rivals - Patapon - Ratchet & Clank: Size Matters - Resistance: Retribution - Ridge Racer - Scarface: Money. Power. Respect. - Secret Agent Clank - SOCOM: U.S. Navy SEALs Fireteam Bravo - SOCOM: U.S. Navy SEALs Fireteam Bravo 2 - SOCOM: U.S. Navy SEALs Tactical Strike | - Sonic Rivals - Sonic Rivals 2 - SpongeBob SquarePants: The Yellow Avenger - Star Wars: Battlefront II - Star Wars Battlefront: Elite Squadron - Star Wars Battlefront: Renegade Squadron - Star Wars: The Force Unleashed - Syphon Filter: Dark Mirror - Tekken: Dark Resurrection - The Simpsons Game - Thrillville - Thrillville: Off the Rails - Tom Clancy's Ghost Recon Advanced Warfighter 2 - Tom Clancy's Rainbow Six Vegas - Tony Hawk's Underground 2 Remix - Tony Hawk's Project 8 - Toy Story 3: The Video Game - Transformers: The Game - Twisted Metal: Head-On - Untold Legends: Brotherhood of the Blade - Wipeout Pure - WWE SmackDown! vs. Raw 2006 - WWE SmackDown vs. Raw 2007 - WWE SmackDown vs. Raw 2008 - WWE SmackDown vs. Raw 2009 - WWE SmackDown vs. Raw 2010 - WWE SmackDown vs. Raw 2011 |